# Малле-Жорис, Франсуаза
Франсуа́за Малле́-Жори́с (фр. Françoise Mallet-Joris, в девичестве Франсуаза Лилар, 6 июля 1930, Антверпен, Бельгия — 13 августа 2016, Бри-сюр-Марн, Департамент Сены, Франция) — бельгийская и французская писательница.

## Биография
Родилась 6 июля 1930 года в Антверпене. Отец — министр юстиции Бельгии Альбер Лилар, мать — писательница Сюзанна Лилар.
Выйдя замуж за француза, Малле-Жорис получила двойное гражданство — бельгийское и французское. Стала известна благодаря роману Монастырская обитель (Le Rempart des Béguines), в котором рассказывалось о лесбийской любви между девушкой и её мачехой.
С 1969 по 1971 год входила в состав комитета премии Фемина, в 1971 году была избрана членом Гонкуровской академии. В 1993 году стала членом Бельгийской Королевской академии языка и литературы, заняв кресло своей матери, умершей годом ранее.

## Произведения

### Романы
- Le Rempart des Béguines
- La Chambre Rouge
- 1957 — Les Mensonges (prix des Libraires)
- 1958 — L’Empire Céleste (премия Фемина)
- Les Personnages
- Les Signes et les Prodiges
- La Maison de Papier
- Le Jeu du Souterrain
- Allegra
- Dickie-Roi/Дикки-король
- Un Chagrin d’Amour et d’Ailleurs
- Portrait d’un enfant non identifié
- La tristesse du Cerf-Volant
- Adriana Sposa
- Divine
- Les Larmes
- Le Clin d’oeil de l’Ange
- Le rire de Laura
- La maison dont le chien est fou
- Sept Démons dans la ville
- La double confidence
- Ni vous sans moi, ni moi sans vous…

### Прочее
- Cordélia, новеллы
- Lettre à moi-même, эссе
- 1965 — Marie Mancini, Le premier amour de Louis XIV, биография (премия Монако)
- J’aurais voulu jouer de l’accordéon, эссе
- Trois âges de la nuit
- Jeanne Guyon, биография

### Публикации на русском языке
- Три времени ночи: повести о колдовстве. — Москва, Политиздат, 1992. — 400 с. ISBN 5-250-01663-4
- Бумажный домик: [роман]. — Москва, Астель, 2013. — 313, [7] с. — (Уроки французского). ISBN 978-5-271-44055-7
- Дики - Король: роман, Молодая гвардия, 1984 г.